# Мамоново (Гагарінський район)
Мамоново (рос. Мамоново) — присілок Гагарінського району Смоленської області Росії. Входить до складу Серго-Івановського сільського поселення.
Населення — 312 осіб.